# Dichiarazione d'indipendenza di Mecklenburg
La Dichiarazione d'Indipendenza di Mecklenburg (conosciuta anche come Dichiarazione di Mecklenburg) è un testo pubblicato nel 1819 che afferma, con argomenti oggi contestati, di essere la prima dichiarazione di indipendenza redatta dalle Tredici colonie durante la Rivoluzione americana. Si sostiene che sia stata firmata il 20 maggio 1775 a Charlotte, nella Carolina del Nord, da un comitato di cittadini della contea di Mecklenburg, che dichiararono l'indipendenza dalla Gran Bretagna dopo aver appreso della battaglia di Concord. Se fosse vero, la Dichiarazione di Mecklenburg avrebbe preceduto di oltre un anno la Dichiarazione d'indipendenza degli Stati Uniti d'America.

## Contenuto

La bandiera della Carolina del Nord riporta le date della Dichiarazione d'indipendenza di Mecklenburg, 20 maggio 1775, e delle Risoluzioni di Halifax, 12 aprile 1776.

La dichiarazione d'indipendenza di Mecklenburg venne pubblicata il 30 aprile 1819 in un articolo scritto da Joseph McKnitt Alexander sul Raleigh Register and North Carolina Gazette, di Raleigh, Carolina del Nord.
Il redattore del Raleigh Register, nell'introduzione all'articolo, scrisse:
Secondo Alexander, suo padre, John McKnitt Alexander, era stato il segretario di un incontro tenutosi a Charlotte il 19 maggio 1775. Ogni compagnia di milizia della Contea di Mecklenburg aveva inviato due delegati all'incontro, dove si sarebbero discusse le misure da adottare in merito alla controversia in corso tra l'Impero Britannico e le colonie americane. I rapporti tra le colonie e i leader britannici erano entrati in crisi a Boston, nel Massachusetts, a seguito dell'approvazione dei Coercive Acts da parte del Parlamento britannico nel 1774. Durante l'incontro nella Contea di Mecklenburg, i delegati ricevettero la notizia ufficiale che la battaglia di Lexington era stata combattuta un mese prima in Massachusetts. Indignati da questo evento, scrisse Alexander, i delegati approvarono all'unanimità le seguenti risoluzioni intorno alle 2:00 del mattino del 20 maggio:
1. Resolved, That whosoever directly or indirectly abetted, or in any way, form, or manner, countenanced the uncharted and dangerous invasion of our rights, as claimed by Great Britain, is an enemy to this County, to America, and to the inherent and inalienable rights of man.
2. Resolved, That we the citizens of Mecklenburg County, do hereby dissolve the political bands which have connected us to the Mother Country, and hereby absolve ourselves from all allegiance to the British Crown, and abjure all political connection, contract, or association, with that Nation, who have wantonly trampled on our rights and liberties and inhumanly shed the innocent blood of American patriots at Lexington.
3. Resolved, That we do hereby declare ourselves a free and independent people, are, and of right ought to be, a sovereign and self-governing Association, under the control of no power other than that of our God and the General Government of the Congress; to the maintenance of which independence, we solemnly pledge to each other, our mutual cooperation, our lives, our fortunes, and our most sacred honor.
4. Resolved, That as we now acknowledge the existence and control of no law or legal officer, civil or military, within this County, we do hereby ordain and adopt, as a rule of life, all, each and every of our former laws - where, nevertheless, the Crown of Great Britain never can be considered as holding rights, privileges, immunities, or authority therein.
5. Resolved, That it is also further decreed, that all, each and every military officer in this County, is hereby reinstated to his former command and authority, he acting conformably to these regulations, and that every member present of this delegation shall henceforth be a civil officer, viz. a Justice of the Peace, in the character of a 'Committee-man,' to issue process, hear and determine all matters of controversy, according to said adopted laws, and to preserve peace, and union, and harmony, in said County, and to use every exertion to spread the love of country and fire of freedom throughout America, until a more general and organized government be established in this province.[3]»

1. Si delibera che chiunque, direttamente o indirettamente, abbia favorito o in qualsiasi modo, forma o maniera abbia approvato l'invasione non autorizzata e pericolosa dei nostri diritti, come rivendicati dalla Gran Bretagna, è nemico di questa Contea, dell'America e dei diritti intrinseci e inalienabili dell'uomo.
2. Si delibera che noi, cittadini della Contea di Mecklenburg, sciogliamo con la presente i legami politici che ci hanno collegato alla madrepatria, e ci assolviamo da ogni obbedienza alla Corona britannica, rinunciando a qualsiasi connessione politica, contratto o associazione con quella Nazione, che ha calpestato i nostri diritti e le nostre libertà e ha in modo disumano versato il sangue innocente dei patrioti americani a Lexington.
3. Si delibera che con la presente dichiariamo noi stessi un popolo libero e indipendente, che siamo e, di diritto, dovremmo essere un'Associazione sovrana e autonoma, sotto il controllo di nessun potere se non quello del nostro Dio e del Governo Generale del Congresso; al mantenimento di tale indipendenza, ci impegniamo solennemente l'un l'altro, la nostra cooperazione reciproca, le nostre vite, le nostre fortune e il nostro più sacro onore.
4. Si delibera che poiché ora non riconosciamo l'esistenza e il controllo di alcuna legge o ufficiale legale, civile o militare, all'interno di questa Contea, ordiniamo e adottiamo con la presente, come regola di vita, tutte e ciascuna delle nostre precedenti leggi - dove, tuttavia, la Corona di Gran Bretagna non potrà mai essere considerata come titolare di diritti, privilegi, immunità o autorità.
5. Si delibera inoltre che tutti e ciascuno degli ufficiali militari di questa Contea siano con la presente reintegrati nel loro precedente comando e autorità, agendo in conformità a questi regolamenti, e che ogni membro presente di questa delegazione sarà d'ora in poi un ufficiale civile, vale a dire un Giudice di Pace, nel carattere di 'Comitato', per emettere ingiunzioni, ascoltare e decidere tutte le questioni controverse, secondo le suddette leggi adottate, e per preservare la pace, l'unione e l'armonia in detta Contea, e per utilizzare ogni sforzo per diffondere l'amore di patria e il fuoco della libertà in tutta l'America, fino a quando non venga stabilito un governo più generale e organizzato in questa provincia.»

Pochi giorni dopo, scrisse Alexander, il Capitano James Jack di Charlotte venne inviato al Secondo congresso continentale a Filadelfia. Jack portava con sé una copia delle risoluzioni e una lettera in cui si chiedeva ai deputati della Carolina del Nord di far approvare dal Congresso i provvedimenti di Mecklenburg. La delegazione congressuale della Carolina del Nord – Richard Caswell, William Hooper e Joseph Hewes – dichiarò a Jack che, pur sostenendo l'operato dei coloni, riteneva prematuro discutere una dichiarazione di indipendenza in seno al Congresso.
Alexander concluse scrivendo che, sebbene i documenti originali relativi alla Dichiarazione di Mecklenburg fossero stati distrutti in un incendio nel 1800, l'articolo era stato redatto a partire da una copia autentica dei documenti lasciatigli dal padre, ormai deceduto.

## Analisi e controversie
(John Adams, 21 agosto 1819)
Gli storici di professione sostengono che la Dichiarazione d'Indipendenza di Mecklenburg sia una riproduzione inaccurata di un documento autentico noto come "Risoluzioni di Mecklenburg", argomento avanzato per la prima volta da Peter Force. Le Risoluzioni, ovvero una serie di radicali decisioni approvate il 31 maggio 1775, non costituiscono effettivamente una dichiarazione di indipendenza. Sebbene pubblicate sui giornali nel 1775, il testo delle Risoluzioni di Mecklenburg venne smarrito dopo la Rivoluzione Americana e ritrovato solo nel 1838. I sostenitori della Dichiarazione di Mecklenburg sostengono che sia la Dichiarazione stessa sia le Risoluzioni di Mecklenburg siano documenti autentici.
Convinti dell'autenticità della Dichiarazione di Mecklenburg e facendo leva anche sulle Risoluzioni di Halifax approvate dal Congresso Provinciale della Carolina del Nord il 12 aprile 1776, i cittadini della Carolina del Nord sostennero di essere stati i primi americani a dichiarare l'indipendenza dalla Gran Bretagna. Lo stemma e la bandiera ufficiali della Carolina del Nord riportano le date sia della dichiarazione che del voto di Halifax. In Carolina del Nord, il 20 maggio si celebra il 'Meck Dec Day', una festività che commemora la Dichiarazione di Mecklenburg, sebbene non sia più un giorno festivo ufficiale e non riceva più l'attenzione di un tempo.